# Natriumisoascorbat
Natriumisoascorbat ist das Natriumsalz der D-Isoascorbinsäure, einem Epimer der L-Ascorbinsäure.

## Gewinnung und Darstellung
Natriumisoascorbat wird aus Isoascorbinsäure hergestellt.

## Eigenschaften
Natriumisoascorbat ist ein brennbares, schwer entzündbares, kristallines, weißer, geruchloses Pulver, das leicht löslich in Wasser ist. Es zersetzt sich bei Erhitzung über 180 °C.

## Verwendung
Natriumisoascorbat wird als Alternative zu Ascorbinsäure als Lebensmittelzusatzstoff (E316) als Antioxidationsmittel und Farbstabilisator eingesetzt. Es ist nur für wärmebehandelte Sahne, getrockneten oder gefrorenen Fisch mit roter Haut, konservierte Fischerzeugnisse und gepökelte und anderweitig konservierte Fleischerzeugnisse zugelassen.